# Gabel
Gabel is een bestuurslaag in het regentschap Ponorogo van de provincie Oost-Java, Indonesië. Gabel telt 2266 inwoners (volkstelling 2010).